# Гасанлі Джаміль Поладхан-огли
Джаміль Поладхан огли Гасанлі (раніше Гасанов; азерб. Cəmil Poladxan oğlu Həsənli) — радянський і азербайджанський історик, доктор історичних наук, професор; політичний діяч. Голова Національної ради демократичних сил, колишній депутат парламенту Азербайджану. Очолював Комітет захисту прав Юнусова Лейла Іслам кизи після її арешту. У 2015 році був удостоєний премії Іона Раціу за демократію, яка вручається Міжнародним науковим центром Вудро Вільсона у Вашингтоні.

## Біографія
Народився 15 січня 1952 року в Білясуварському районі Азербайджану. У 1970 році після закінчення середньої школи в селі Алар Джалільабадського району, вступив на історичний факультет Азербайджанського державного університету імені С. М. Кірова.
Після закінчення в 1975 році АДУ працював у селі Тазакенд Джалільабадського району вчителем історії в середній школі. У 1976—1977 роках Дж. Гасанлі працював лектором у Бакинській філії Центрального музею Леніна. У 1977 році вступив до аспірантури історичного факультету АДУ за кафедрою Нової та новітньої історії країн Європи та Америки. З 1980 року працював викладачем, старшим викладачем кафедри. У 1984 році захистив кандидатську дисертацію на тему радянсько-американських відносин і йому було присвоєне вчене звання кандидата історичних наук. З 1990 року Гасанлі — доцент кафедри. У 1992 році захистив докторську дисертацію на тему «Азербайджанська Республіка в системі міжнародних відносин (1918—1920)». У 1992—1994 роках завідував кафедрою Нової та новітньої історії країн Європи та Америки. У 1993 році отримав вчене звання професора. Тривалий час веде заняття з курсів Новітньої історії країн Європи та Америки, Історії міжнародних відносин, спеціальних курсів, під його керівництвом підготовлено і захищено 5 кандидатських дисертацій. З квітня по вересень 1993 р. працював радником Президента Азербайджанської Республіки. В 1994—2004 роках був членом Експертної ради Вищої атестаційної комісії Азербайджанської Республіки при президентові країни. З 1998 року — член Північноамериканського товариства з вивчення Середнього Сходу.
У 2000 році був обраний депутатом Міллі Меджлісу (парламенту) Азербайджанської Республіки, входив до складу опозиційної фракції партії Народного Фронту Азербайджану. У 2005 році знову був обраний депутатом Міллі Меджлісу Азербайджанської Республіки. У 2009 році став одним із засновників Форуму інтелігенції Азербайджану. 23 серпня 2013 року опозиційна Національна рада демократичних сил обрала професора Джаміля Гасанлі другим єдиним кандидатом для участі в президентських виборах 9 жовтня 2013 року на той випадок, якщо основному кандидату від НРДС Рустаму Ібрагімбекову буде відмовлено у реєстрації через наявність російського громадянства. 24 серпня у ЦВК Азербайджану були надані документи про висунення Джаміля Гасанлі кандидатом у президенти.
Джаміль Гасанлі є членом Спеціалізованої ради з захисту дисертацій Інституту історії національної Академії Наук, членом Комісії з питань освіти при Президенті Республіки. Дж. Гасанлі — автор 15 монографій і книг, понад 100 статей, опублікованих в Азербайджані, США, Туреччині та інших країнах. Сфери наукових інтересів: історія зовнішньої політики Азербайджанської республіки в 1918—1920 роках, історія Південного Азербайджану в період Другої світової війни і в перші повоєнні роки, радянсько-турецькі відносини.

## Президентські вибори в Азербайджані (2013)
24 серпня 2013 року Джаміль Гасанлі був висунутий єдиним кандидатом від Національної ради демократичних сил.